# Anne Knight

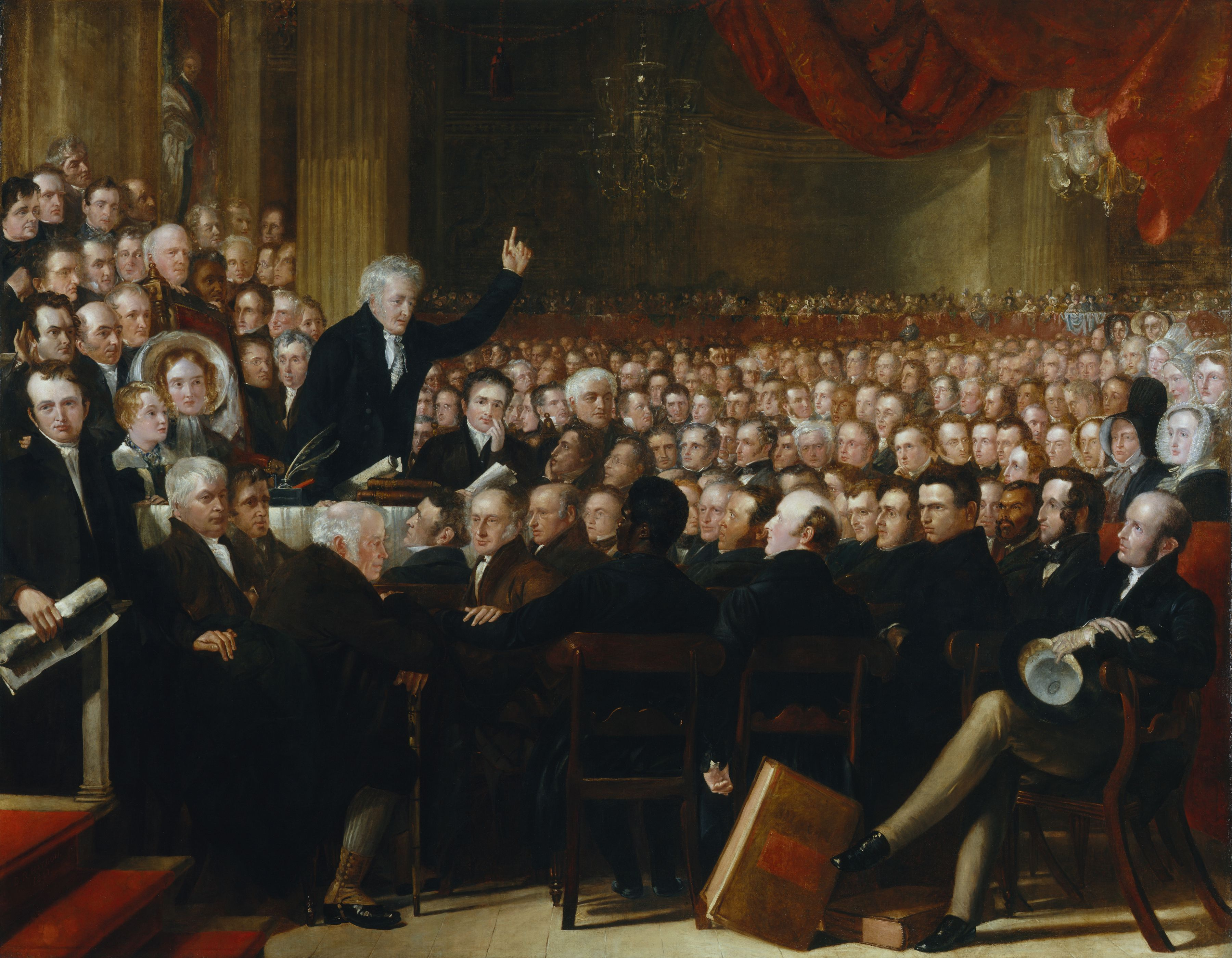
Convention anti-esclavage de 1840. Huile sur toile. Benjamin Robert Haydon.Anne Knight est à l'extrême gauche de la peinture.

Anne Knight (2 novembre 1786 – 4 novembre 1862) était une réformatrice sociale britannique, abolitionniste et pionnière du féminisme.

## Origines
Anne Knight est la fille de William Knight (1756–1814), un épicier de Chelmsford, et de Priscilla Allen. Ses parents viennent tous deux de familles de quakers et plusieurs de ses membres ont participé à des mouvements anti-esclavage ou de tempérance.

## Engagements militants
Abolitionniste convaincue, Anne Knight lance des pétitions et organise des réunions publiques contre l'esclavage. Elle travaille avec l’abolitionniste Thomas Clarkson.
Quand Anne constate qu'on veut empêcher les femmes de participer à la Convention mondiale anti-esclavage de 1840, à Londres, elle est outrée et entame une campagne pour les droits des femmes. Quelques femmes font partie de la peinture réalisée en l'honneur de la Convention : Elizabeth Pease, Amelia Opie, la baronne Byron, Mary Anne Rawson, Mme John Beaumont, Elizabeth Tredgold, la belle-fille de Thomas Clarkson et sa nièce Mary et, à l'arrière, Lucretia Mott.
En 1847, Anne produit ce qui sera considéré comme le premier tract pour le droit de vote des femmes. Mais elle rencontre peu d'écho auprès de réformateurs comme Henry Brougham ou Richard Cobden.
Elle part en France en 1846 en tournée pour donner des conférences sur l'immoralité de l'esclavage. Elle participe à la révolution de 1848 et à la conférence internationale pour la paix de 1849 à Paris. Avec Jeanne Deroin, elle défie l'exclusion des femmes des clubs politiques.
Anne en veut aux dirigeants chartistes qui soutiennent plus la lutte des classes que celle des femmes,. En 1851, elle co-fonde, avec Anne Kent, l'Association Féminine Politique de Sheffield, la première association britannique à militer pour le suffrage des femmes.

## Décès
Anne Knight ne se marie pas et décède à Waldersbach, près de Strasbourg en France, le 4 novembre 1862, dans la maison du petit-fils de Jean-Frédéric Oberlin (1740–1826), un philanthrope dont elle admire le travail.